# Strade Bianche femenina
La Strade Bianche femenina (Strade Dianche Donne en italià) és una cursa ciclista femenina que es disputa anualment pels voltants de la ciutat de Siena, a la Toscana. Creada el 2015, és, des de l'any següent, una de les proves de l'UCI Women's WorldTour.
La prova es caracteritza pels trams de grava blanca que transcorren pel camp de la regió de Chianti i que li donen nom –prèviament s'anomenava l'Eroica– i que, en alguns casos són pujades o descensos força pronunciats que acostumen a ser decisius a l’hora de trencar el gran grup. L'últim quilòmetre inclou una pujada tortuosa i dura de 600 metres per carrers estrets i empedrats que condueix a la Piazza del Campo de Siena i que ofereix una de les imatges més conegudes del traçat.

## Palmarès
| Any  | Vencedor                    | Segon                              | Tercer                 |
| ---- | --------------------------- | ---------------------------------- | ---------------------- |
| 2015 | Megan Guarnier              | Lizzie Armitstead                  | Elisa Longo Borghini   |
| 2016 | Lizzie Armitstead           | Katarzyna Niewiadoma               | Emma Johansson         |
| 2017 | Elisa Longo Borghini        | Katarzyna Niewiadoma               | Lizzie Deignan         |
| 2018 | Anna van der Breggen        | Katarzyna Niewiadoma               | Elisa Longo Borghini   |
| 2019 | Annemiek van Vleuten        | Annika Langvad                     | Katarzyna Niewiadoma   |
| 2020 | Annemiek van Vleuten        | Margarita Victoria García Cañellas | Leah Thomas            |
| 2021 | Chantal van den Broek-Blaak | Elisa Longo Borghini               | Anna van der Breggen   |
| 2022 | Lotte Kopecky               | Annemiek van Vleuten               | Ashleigh Moolman       |
| 2023 | Demi Vollering              | Lotte Kopecky                      | Cecilie Uttrup Ludwig  |
| 2024 | Lotte Kopecky               | Elisa Longo Borghini               | Demi Vollering         |
| 2025 | Demi Vollering              | Anna van der Breggen               | Pauline Ferrand-Prévot |